# The Spaghetti Incident?
"The Spaghetti Incident?" peti je album Guns N' Rosesa snimljen u ranim '90-ima. Pjesme na albumu su obrade punk rock i rock 'n' roll pjesama ih kasnih '70-ih i ranih '80-ih, s iznimkom prve pjesme, obrade The Skylinersa "Since I Don't Have You" iz 1959. godine.
Mnoge pjesme snimljene su s originalnim ritam gitaristom sastava Izzyjem Stradlinom tijekom Use Your Illusion I i Use Your Illusion II sesija. Te su pjesme prije bile namijenjene izlasku na kombiniranom "Use Your Illusion" albumu, sastojeći se od tri (ili čak četiri) diska, umjesto dva odvojena diska kako su i izdani.
Godine 1992. sastav se pripremao objaviti ostatke obrada na EP albumu, s tadašnjim Guns N' Roses gitaristom Gilbyjem Clarkeom zamjenjujući Stradlinove dionice. Kasnije su odlučili napraviti puni album i snimili nekoliko pjesama.
Tadašnji Guns N' Roses basista Duff McKagan pjeva na mnogim pjesmama i frontmen Hanoi Rocksa (i Axl Roseov uzor) Michael Monroe pojavljuje se na "Ain't It Fun" kao gost vokalist.

## Naziv albuma
- Pri izdavanju albuma, sastav nije htio, zapravo, nije im bilo sudski dozvoljeno objasniti naziv albuma. Vjeruje se da naziv albuma ima veze s bivšim bubnjarem Stevenom Adlerom. Adler je tužio sastav nekoliko puta, ili zbog neplaćenih zasluga za pjesme na kojima je svirao ili zbog zasluga koje je mogao imati da nije izbačen iz sastava. U parnici 1992. godine Adler je pokušao dokazati sudu kako su se "zlo" ostali članovi sastava odnosili prema njemu i rekao je sudu o "Spaghetti Incidentu": prije koncerta sastav je večerao zajedno i navodno je jedan od članova pojeo Adlerove špagete. Kad je Adler pitao tko je pojeo njegove špagete, ostali su se smijali. Alder je dobio 2.5 milijuna dolara.[1]
- Druga priča o nazivu dolazi od bubnjara Matta Soruma 1994. u intervjuu s Much Musicom. Sorum tvrdi da ima veze s borbom špageta koju je sastav imao s Adlerom, a ne s krađom špageta.
- U intervjuu s Duffom, on je rekao da The Spaghetti Incident ima veze s incidentom s drogom kad je sastav boravio iznad talijanskog restorana u Chicagu 1987. godine Steven je nazvao heroin špagete kao šifru u slučaju da ne budu izbačeni ili uhićeni, ali je jedino Axl to znao. Kad se Steven probudio toksičan i nije mogao pronaći svoju drogu, prijetio je da će ubiti Duffa. Axl se probudio da čuje 'Gdje su moji jebeni špageti?' i nasmijao se.

## Kontroverzija
Usprkos protestima Roseovih kolega iz benda, nepromovirana pjesma Charlesa Mansona "Look At Your Game, Girl" izašla je na albumu kao njegov zahtjev. Na CD-u nije pisao broj pjesme - mogla se jedino čuti nakon tišine na posljednjoj pjesmi. Rane 2000. Rose je rekao da će maknuti "Look At Your Game, Girl" s ponovnih izdanja albuma, citirajući da su kritičari i mediji krivo shvatili njegovo zanimanje za Mansona i da nerazumljiva publika više ne zašlužuje čuti pjesmu. Međutim, pjesma još izlazi na albumu.

## Popis pjesama
1. "Since I Don't Have You" – 4:19 (originalna izvedba The Skyliners)
2. "New Rose" – 2:38 (originalna izvedba The Damned)
3. "Down on the Farm" – 3:28 (originalna izvedba U.K. Subs)
4. "Human Being" – 3:48 (originalna izvedba The New York Dolls)
5. "Raw Power" – 3:11 (originalna izvedba The Stooges)
6. "Ain't It Fun" – 5:02 (originalna izvedba The Dead Boys)
7. "Buick Makane"– 2:39 ( originalna izvedba T. Rex)
8. "Hair of the Dog" – 3:54 (originalna izvedba Nazareth)
9. "Attitude" – 1:27 (originalna izvedba The Misfits)

1. "Black Leather" – 4:08 (originalna izvedbaThe Professionals) U bilješkama albuma zasluge idu "Steveu Jonesu"
2. "You Can't Put Your Arms Around a Memory"  – 3:35 (originalna izvedba Johnny Thunders)
3. "I Don't Care About You" – 2:17 (originalna izvedba Fear)

Skrivena pjesma: "Look At Your Game Girl" – 2:34 (napisao Charles Manson)

## Osoblje
Guns N' Roses
- Axl Rose – vokali, klavijature
- Slash – gitara, ritam gitara, prateći vokali
- Gilby Clarke – ritam gitara
- Duff McKagan – bas-gitara, vokali, bubnjevi, akustična gitara
- Dizzy Reed – klavir, prateći vokali
- Matt Sorum – bubnjevi, prateći vokali

Dodatni glazbenici
- Mike Staggs – gitara
- Michael Monroe – vokali
- Mike Fasano – udaraljke
- Richard Duguay – gitara
- Stu Bailey – prateći vokali
- Eric Mills – prateći vokali
- Rikki Ratchman – prateći vokali
- Blake Stanton – prateći vokali
- Mike Clink – producent